# Smith Island, Nunavut (Frobisher Bay)
Smith Island är en ö i Kanada.   Den ligger i territoriet Nunavut, i den östra delen av landet, 2 000 km norr om huvudstaden Ottawa. Arean är 2,7 kvadratkilometer.
Terrängen på Smith Island är platt. Öns högsta punkt är 81 meter över havet. Den sträcker sig 3,7 kilometer i nord-sydlig riktning, och 2,0 kilometer i öst-västlig riktning.
Trakten runt Smith Island är nära nog obefolkad, med mindre än två invånare per kvadratkilometer.